# توم غالاغير
توم غالاغير (بالإنجليزية: Tom Gallagher)‏ هو سمسار تأمين وسياسي أمريكي، ولد في 3 فبراير 1944 في الولايات المتحدة. حزبياً، نشط في الحزب الجمهوري.

## مناصب
- انتخب عضو مجلس نواب فلوريدا.
- انتخب Treasurer, Insurance Commissioner and Fire Marshal of Florida [الإنجليزية]‏ (3 يناير 1989 – 3 يناير 1995).
- انتخب Treasurer, Insurance Commissioner and Fire Marshal of Florida [الإنجليزية]‏ (3 يناير 2001 – 3 يناير 2003).
- انتخب Chief Financial Officer of Florida [الإنجليزية]‏ (3 يناير 2003 – 2 يناير 2007).